# فوجيكو تاكيموتو
فوجيكو تاكيموتو (باليابانية: 瀧本 富士子) مواليد 2 نوفمبر 1967 في أوساكا، هي مؤدية أصوات يابانية.

## أعمال

### أنمي
- كابتن ماجد
- إينازوما إليفن
- لوفلي كومبلكس
- ناروتو
- تسوباسا كرونيكل
- بوكيمون

### ألعاب
- سول

## وصلات خارجية
- فوجيكو تاكيموتو على موقع IMDb (الإنجليزية)
- فوجيكو تاكيموتو على موقع ميوزك برينز (الإنجليزية)
- فوجيكو تاكيموتو على موقع قاعدة بيانات الفيلم (الإنجليزية)
- فوجيكو تاكيموتو على موقع ANN person (الإنجليزية)